# Carl Johansson i Berga
Carl Emil Johansson (i riksdagen kallad Johansson i Berga), född 14 januari 1852 i Kisa, Östergötlands län, död 7 april 1917 i Linköping, var en svensk lantbrukare och riksdagsman.
Johansson var lantbrukare i Berga i Östergötland. I riksdagen var han ledamot av andra kammaren för Kinda och Ydre domsagas valkrets 1894–1911. Han var protektionistisk lantmannapartist och rösträttsmotståndare. Han skrev 2 egna motioner i riksdagen om förbättrad uppställning av lilla almanackan och om förfarandet med arrendators överblivna foder vid fardag.